# ناحیه اوزد
ناحیهٔ اوزد (به مجاری: Ózdi járás) یک ناحیه در مجارستان است که در بورشود-آبااوی-زمپلن واقع شده‌است. ناحیهٔ اوزد ۳۸۵٫۵۷ کیلومتر مربع مساحت و ۵۴٬۲۸۵ نفر جمعیت دارد.